# Isaak Roubine
Pour les articles homonymes, voir Roubine.
Isaak Ilitch Roubine, né le 12 juin 1886 à Daugavpils (aujourd'hui en Lettonie) et mort le 27 novembre 1937 à Aktioubé (aujourd'hui en Kazakhstan), est un économiste russe puis soviétique, marxiste hétérodoxe, spécialiste de la théorie de la valeur dans le marxisme.

## Biographie
Isaak Roubine est né en Russie en 1886. À partir de 1905, il rejoint le mouvement révolutionnaire russe. Membre du Bund, il rejoint ensuite le courant socialiste menchevik. À la suite de la victoire des bolcheviks, il décide de se consacrer à la théorie économique. Chargé de recherche à l'Institut Marx-Engels, il se lie d'amitié avec David Riazanov.
Il publie en 1928 son ouvrage majeur : Essais sur la théorie de la valeur.
En mars 1931, un article de la Pravda titre « Arrachons la rubinscina et ses racines ». Cela signifie l'interdiction de discuter et de poursuivre la recherche sur les thèses de Roubine. Ce dernier est victime du procès dit du bureau fédéral du comité central du parti menchevik, organisation fictive inventée par le pouvoir stalinien pour justifier la répression. Les accusés sont notamment des économistes de premier plan (Ser, Guinzburg), des professeurs (Roubine), des hauts fonctionnaires des services de planification (en particulier Groman, ancien membre du présidium du Gosplan), des écrivains (Soukhanov), etc. Ils sont accusés de sabotage dans l’élaboration des plans ou d’avoir formulé des critiques contre les rythmes d’industrialisation imposés par le système stalinien. Faisant tout son possible pour épargner Riazanov, Roubine revient sur les aveux corrigés par le magistrat instructeur lors des audiences, niant la nature politique de ses relations. Cette résistance lui valut cinq ans de prison. La Guépéou lui proposa, en 1933, une amélioration de ses conditions de détention, et même la possibilité de reprendre ses recherches, mais il refusa.
Libéré en 1934, il est exilé dans le village de Tourgaï. Par la suite, il bénéficie de l'autorisation de s'installer à Aktioubinsk, où il travaille dans une coopérative. Mais il refuse de retourner à Moscou et de reprendre son ancien travail.
En 1937, il est arrêté, incarcéré dans la prison d'Aktioubinsk et exécuté peu après.
La plupart des éléments biographiques exposés ici ont pour source le mémoire rédigé par B. I. Roubina et les livres de Roy Medvedev, Le stalinisme, Le Seuil, 1972, p. 180-184, et de Naum Jasny, Soviet Economics of the twenties (Names to be remembered), Cambridge University Press, 1972.

## Œuvre
- "Essais sur la théorie de la valeur" (1928), dans lesquels Roubine replace la théorie du fétichisme de la marchandise au cœur de la théorie de la valeur de Marx.

## Les idées
L'originalité de Roubine est la réhabilitation, au cœur même de l'analyse de la valeur, de la théorie du fétichisme de la marchandise. Cette approche révolutionne la lecture du livre majeur de Karl Marx - Le Capital - et permet de démasquer les nombreux contresens qui ont jusque-là fait obstacle à une compréhension pertinente de cette œuvre.
Pour Roubine :
« La théorie marxienne du fétichisme de la marchandise n’a jamais occupé la place qui lui revenait dans le système économique marxiste. Partisans et adversaires du marxisme l’ont certes louée comme l’une des généralisations les plus audacieuses et les plus ingénieuses de Marx. De nombreux adversaires de la théorie marxienne de la valeur tiennent en haute estime la théorie du fétichisme (Tougan-Baranovski, Frank et même Strouvé, avec des réserves). Certains auteurs n’admettent pas la théorie du fétichisme dans le champ de l’économie politique. Ils la considèrent comme une brillante généralisation sociologique, une théorie et une critique de toute la culture contemporaine fondée sur la réification des rapports humains (Hammacher). Mais les partisans du marxisme, aussi bien que ses adversaires, ont surtout considéré la théorie du fétichisme comme une entité séparée et indépendante, que seul un lien interne ténu rattachait à la théorie économique de Marx. Ils l’ont présentée comme un supplément à la théorie de la valeur, comme une intéressante digression littéraire et culturelle qui accompagne le texte fondamental de Marx. L’une des causes d’une telle interprétation vient de Marx lui-même, de la structure formelle qu’il a donnée au premier chapitre du Capital, où la théorie du fétichisme figure sous un titre à part. Cette structure formelle ne correspond cependant pas à la structure interne et à l’articulation des idées de Marx. La théorie du fétichisme est, per se, la base de tout le système économique de Marx, et en particulier de sa théorie de la valeur. » (Isaac Roubine, Essais sur la théorie de la valeur de Marx, I. La théorie marxienne du fétichisme de la marchandise)
De plus, Roubine montre que le fétichisme de la marchandise ne peut pas être interprété comme dans le marxisme traditionnel, comme une simple illusion, une fausse conscience masquant les rapports sociaux.
« Marx ne montre pas seulement que les rapports humains sont voilés par des rapports entre les choses, mais en outre que, dans l’économie marchande, les rapports sociaux de production prennent inévitablement la forme de rapports entre les choses et ne peuvent être exprimés autrement qu’au travers de choses. La structure de l’économie marchande fait jouer aux choses un rôle social particulier et extrêmement important et leur fait ainsi acquérir des propriétés sociales particulières. Marx a découvert les bases économiques objectives qui sont à l’origine du fétichisme de la marchandise » (Essai sur la théorie de la valeur de Marx, 2009, p.37)